# Agaricomycotina
La suddivisione Agaricomycotina, nota anche come imenomiceti, è uno dei tre taxa della divisione fungina Basidiomycota (funghi che portano spore su basidi). Agaricomycotina contiene circa 20 000 specie e circa il 98% di queste appartiene alla classe Agaricomycetes, che comprende la maggior parte dei funghi comunemente noti, compresi i funghi a staffa e i puffballs. Le specie di Agaricomycotina che non sono Agaricomycetes includono i funghi gelatina, alcuni "lieviti", i funghi orecchio e altri; questi sono raccolti insieme nelle classi Tremellomycetes e Dacrymycetes. Numerose specie di Agaricomycotina sono in grado di produrre corpi fruttiferi pluricellulari, tuttavia, le specie resupinate formano una struttura di ife. Le specie che producono lievito non hanno la capacità di produrre un corpo fruttifero.